# Christoph Hendrik Diederik Buys-Ballot
Christoph Hendrik Diederik Buys-Ballot, född 10 oktober 1817 i Kloetinge, provinsen Zeeland, död 3 februari 1890 i Utrecht, var en nederländsk meteorolog och fysiker.
Buys-Ballot blev 1847 professor i matematik, 1854 direktör för meteorologiska institutet i Utrecht och 1870 tillika professor i experimentalfysik. Han arbetade verksamt för införande av enhetlighet i de meteorologiska undersökningsmetoderna, därigenom att han utgav normalvärden för temperatur- och barometerstånd, såväl för de nederländska meteorologiska stationerna som för en mängd normalorter i Europa, där längre observationsserier fanns.
Han var en av de första, som medelst dagliga synoptiska kartor åskådligt framställde väderläget, och ifrån 1860 varnade han genom signaler vid de nederländska kusterna sjöfarande för kommande stormar, vilka varningar han grundat på den av honom upptäckta lag, Buys-Ballots lag, som uttrycker vindriktningens beroende av lufttryckets fördelning. Han uppfann dessutom aeroklinoskopet samt författade åtskilliga avhandlingar i meteorologiska institutets årsböcker och nederländska vetenskapsakademiens handlingar.

## Buys-Ballots lag
Buys-Ballot angav 1857 en lag, som kan uttryckas sålunda: "Om man står med ryggen mot vinden, har man lägsta lufttrycket framför sig och till vänster på norra halvklotet, men till höger på det södra." Vid ihållande och ej alltför svaga vindar gäller denna lag utan undantag i fråga om "höger" och "vänster" samt med få undantag i fråga om "framför". 
Förklaringen är i korthet följande. Om Jorden ej roterade från väster mot öster, skulle vinden blåsa rakt från det högre till det lägre lufttrycket, således vinkelrätt mot isobarerna i gradientens riktning. Men genom Jordens rotation avböjs vinden åt höger på norra halvklotet och åt vänster på det södra, såsom bevisas i mekanikens kapitel om relativ rörelse. Denna avböjning ligger i regeln mellan 45° och 90°, men kan undantagsvis överstiga 90°. I sistnämnda fall måste man i Buys-Ballots lag utbyta ordet "framför" mot "bakom". Av böjningsvinkelns storlek och vindhastigheten är beroende huvudsakligen av gradientens storlek, friktionen och latituden, såsom i synnerhet William Ferrel samt Cato Guldberg och Henrik Mohn visade

## Eftermäle
Asteroiden 10961 Buysballot är uppkallad efter honom.